# Welthandelsrecht
Das Welthandelsrecht ist das Recht der Welthandelsorganisation (WTO).

## Begriff
Unter dem Begriff des Welthandelsrecht fasst man das Marrakesch-Abkommen und seine Anhänge zusammen, also das gesamt WTO-Recht. Weiterhin behandelt es aber auch die geschichtlichen Vorläufer, wie das GATT 1947. Das Welthandelsrecht ist selbst Teil des Wirtschaftsvölkerrecht.

## Inhalt
Das Welthandelsrecht umfasst verschiedene Regeln für den Handel mit Waren und Dienstleistungen sowie dem geistigen Eigentum. Es regelt eine Bandbreite von Maßnahmen, so Zölle, Importquote, Formalien bei der Einfuhr oder Nahrungssicherheit.
Aus den Normen des Welthandelsrecht werden fünf Gruppen von Normen herausgearbeitet. Die erste sind Regeln, die Diskriminierung verbieten, die zweite sind Regeln über den Marktzugang und die dritte Gruppe sind Regeln über das Verbot von unfairem Handel. Die vierte Gruppe umfasst Regeln, die einen Ausgleich zwischen Handelsliberalisierung und anderen gesellschaftlichen Interessen schaffen wollen und die fünfte Gruppe sind institutionelle Regeln, beispielsweise über die Errichtung der Welthandelsorganisation und die Organisation der Gremien. Zu der letzten Gruppe zählen auch die Regeln der Streitbeilegung und der Überprüfung der Handelspolitik.

## Rechtsquellen
Das Welthandelsrecht speist sich aus verschiedenen Rechtsquellen. Einige von diesen sind mittels der Streitbeilegungsmechanismen und Anrufung von WTO-Panel und WTO Appellate Body durchsetzbar, andere nicht.

### Marrakesch-Abkommen und Annexe
Die wichtigste Rechtsquelle des Welthandelsrechtes ist das Marrakesch-Abkommen. Peter van den Bossche und Werner Zdouc charakterisieren es als das „ehrgeizigste und weitreichendste internationale Handelsabkommen“. Das Marrakesch-Abkommen besteht aus 16 Artikeln und zahlreichen anderen Abkommen, die Bestandteil der Annexe des Abkommens sind. Artikel II des Abkommens regelt hierzu, dass die Abkommen in den Annexen 1, 2 und 3 des Abkommens integrale Bestandteile des Marrakesch-Abkommens sind und für alle Mitglieder der WTO bindend sind. Diese Abkommen werden als Multilateral Trade Agreements bezeichnet. Artikel II führt weiter aus, dass die Abkommen in Annex 4 für die Mitglieder, die diese Abkommen ratifiziert haben, bindend sind. Die Abkommen werden als Plurilateral Trade Agreements bezeichnet. Die Rechtsmittelinstanz der WTO, der Appellate Body, führte dazu in einem seiner ersten Fälle Brazil - Desiccated Coconut aus, dass alle Abkommen ein single undertaking (gemeinsame Verpflichtung) darstellen. Alle Abkommen in den Annexen 1, 2 und 3 sowie das eigentliche Marrakesch-Abkommen selbst bilden also ein Abkommen. in dem alle separaten Abkommen gleichrangig sind. In einer späteren Entscheidung, Argentina - Footwear führt das Gericht aus, dass somit alle Abkommen ein inseparable package of rights and disciplines (untrennbares Paket von Rechten und Pflichten) darstellen. Dies stellt jedoch die Rechtspraxis vor Probleme. Während der Uruguay-Runde, wo die meisten der Abkommen verhandelt worden sind, waren die Verhandlungen separat und erst kurz vor Ende versuchte man die Texte aufeinander abzustimmen. Dies war jedoch nicht immer möglich - vor allem bestand unter den Diplomaten die Angst, dass Kompromisse, die in den Komitees geschlossen worden waren, durch Textänderungen nun wieder aufgekündigt werden könnten und somit das Projekt Marrakesch-Abkommen in Gefahr war. Daher kam es zu wenigen Änderungen und zwischen den Abkommen bestehen somit weiter Widersprüche. Aufgrund dessen wurde Art. XVI:3 des Marrakesch-Abkommens erlassen, der besagt, dass bei einem Konflikt zwischen Marrakesch-Abkommen und einem Multilateral Trade Agreement das Marrakesch-Abkommen vorrangig ist.

#### Annex 1A
In Annex 1 A des Marrakesch-Abkommens sind Stand 2022 13 Abkommen verzeichnet, die sich mit dem Handel mit Waren beschäftigen. Bei der 12. Ministerkonferenz beschlossen die Staaten ein Übereinkommen über Fischereisubventionen, was bei Inkrafttreten auch Teil des Annex 1A wird. Das Hauptabkommen ist das Allgemeine Zoll- und Handelsabkommen (GATT). Die anderen Abkommen sind meist spezifischere Regeln zu den allgemeinen Regeln des GATT. Daher ist es möglich, dass ein Abkommen mit den allgemeinen Regeln in Konflikt gerät. Die Mitglieder haben eine sogenannte Interpretationsnote zu Annex 1 A erlassen, die besagt, dass im Falle eines Konfliktes die Regeln des spezielleren Abkommen vorgehen. Es ist nur umstritten, wann genau ein solcher Konflikt vorliegt. Unstrittig wird ein Konflikt angenommen, wenn eine Norm etwas verlangt, wenn die andere Norm das Gleiche verbietet. Umstritten ist dies jedoch, wenn eine Norm etwas erlaubt, was die andere Norm verbietet.

Sofern es keinen Konflikt gibt, sind das GATT und das spezielle Abkommen nebeneinander anwendbar. Der Appellate Body urteilte, dass beide Abkommen dann gleichermaßen gelten und a fortiori gelesen werden müssen bei der Bestimmung von Rechten und Pflichten eines Staates.
Das wichtigste Abkommen im Rahmen der Regelungen zum Handel mit Waren ist das Allgemeine Zoll- und Handelsabkommen von 1994. Das Abkommen besteht dabei selbst aus vier Teilen. Der erste Teil ist der Text des Allgemeinen Zoll- und Handelsabkommen von 1947 (auch GATT 1947 genannt), dies ist der Hauptteil des Abkommens und wird zumeist verstanden, wenn vom Allgemeinen Zoll- und Handelsabkommen die Rede ist. Der zweite und dritte Teil sind rechtliche Bestimmungen und Interpretationen, die die Mitglieder des Abkommens vor Inkrafttreten des Abkommens in Kraft setzten und der vierte Teil ist das Marrakesh Procol to GATT 1994.
Das alte Abkommen von 1947 ist dabei nicht gleichzusetzen mit dem Abkommen von 1994, Artikel II:4 des Marrakesch-Abkommens sagt sogar, dass beide Abkommen rechtlich unterschiedlich sind. Jedoch ist festzustellen, dass das alte Abkommen von 1947 außer Kraft trat 1996. Seine Artikel sind inkorporiert wurden durch den Verweis in Artikel I GATT 1994. Ein Grund für die reine Inkorporation und nicht die Neuverhandlung war, dass in den fast 50 Jahren der Anwendung des Abkommens, die Staaten sich über zahlreiche Interpretationen und Rechtsfragen uneinig waren. Nur wenige konnten beigelegt werden, die meisten jedoch nicht. So entschied man sich, die offenen Fragen den Streitbeilegungsorganen zu überlassen.

Das Agreement on Agriculture regelt, inwieweit Zölle bei landwirtschaftlichen Produkten erlaubt sind und stellt Regeln für den Marktzugang auf. Ebenso stellt das Abkommen Regeln darüber auf, inwieweit Staaten ihre eigenen nationalen Landwirtschaftssektor subventionieren dürfen.

Das SPS Agreement regelt Maßnahmen der Mitglieder der WTO, die sich auf die Sicherheit von Essen und Futtermitteln richten. Sein Ziel ist die Verhinderung von Krankheiten und dient dem Schutz von Leben und Gesundhein von Menschen, Tieren und Pflanzen.
Das TBT-Abkommen regelt die Vereinheitlichung von technischen Regularien. So sollen die Staaten ihre Verfahren und Standard im Rahmen von technischen Regularien anpassen und das Abkommen regelt auch, inwieweit Staaten verpflichtet sind zu testen, ob Verfahren eines anderen Staates äquivalent sind zu den eigenen.
Das TRIMS-Agreement enthält spezifische Regeln für den Umgang mit ausländischen Investitionen. Das Anti Dumping Agreement regelt, inwieweit Staaten Anti-Dumping Maßnahmen nutzen dürfen. In dem Customs Valuation Agreement werden spezifische Regeln zu Artikel VII des GATT normiert. Sie setzen spezifische Regeln für nationale Zollbehörden fest wie diese Waren zu bewerten haben für Fragen der Zollabgaben.

In dem Agreement on Preshipment Inspection regelten die Mitglieder der WTO wie Staaten Qualität, Quantität, Preis und Zolleinstufungen von Waren, die exportiert werden sollen, bestimmen können. Das Ziel des Agreement on Rules of Origin ist die Harmonisierung von Regeln zum Präferenzursprung und die Verpflichtung für Staaten Regeln zu erlassen, die andere Staaten gleichbehandeln. Das Agreement on Import Licensing Procedures reguliert die Benutzung von Lizenzen und Klassifizierungen beim Import von Waren.
Das Übereinkommen über Subventionen und Gegenmaßnahmen reguliert inwieweit Staaten ihre eigenen Produkte subventionieren dürfen. Das Abkommen legt spezifische Regeln für unterschiedliche Formen der Subventionen dar und gibt anderen Staaten auch die Möglichkeit Gegenmaßnahmen zu erlassen, sodass diese Staaten sich dagegen wehren können.
Die Mitglieder der WTO regelten im Agreement on Safeguards die Nutzung von Sicherheitsmaßnahmen im Rahmen des Handels mit und der Einfuhr von Waren. Weiterhin wird einem Staat verboten Exporte ohne Gründe zu verbieten. Im Gegensatz zu den anderen Abkommen wurde das Trade Facilitation Agreement erst nach Bestehen der Welthandelsorganisation verhandelt und 2014 dem Annex hinzugefügt, es trat aber erst 2017 in Kraft. Sein Ziel ist die Vereinheitlichung der Zollmaßnahmen.

#### Annex 1 B
Annex 1 B enthält das Allgemeine Abkommen über den Handel mit Dienstleistungen (GATS), das einzige Abkommen, was sich mit dem Handel mit Dienstleistungen beschäftigt. Das GATS hat das Ziel den Handel mit Dienstleistungen zu liberalisieren und Handelshemmnisse abzubauen. Handel mit Dienstleistungen definiert Art. I:2 GATS  auf vier verschiedene Weisen. Die erste ist grenzüberschreitendes Angebot, die zweite ist die Nutzung der Dienstleistung in einem Staat durch einen Bürger eines anderen Staates, die dritte das Angebot von Dienstleistungen mittels einer kommerziellen Präsenz und die vierte das Angebot durch Personen eines Staates in dem Gebiet eines anderen Staates. Dienstleistung ist dabei jede Tätigkeit, die nicht mittels staatlicher Autorität ausgeübt wird.
Teil des GATS sind auch die Verpflichtungen der Staaten Restriktionen, bspw. des Marktzugangs, abzubauen. Im Fall EC - Banabas III aus dem Jahr 1997 urteilte die Rechtsmittelinstanz der WTO zum Verhältnis des GATS mit dem Allgemeinen Zoll- und Handelsabkommen, dass beide Abkommen unterschiedliche Zielrichtungen haben und die Staaten nicht davon ausgingen, dass beide Abkommen auf denselben Sachverhalt anwendbar sein. Jedoch gebe es eine Kategorie, die nicht rein Dienstleistung und nicht rein Handel mit Waren sei, die unter beide Abkommen fallen würde. In diesem Fall seien auch beide Abkommen anwendbar, denn das GATT betrachtet, inwieweit die Maßnahme eines Staates die Ware beeinflusst und das GATS inwieweit die Maßnahme eines Staates das Angebot einer Dienstleistung beeinflusst. Als Beispiel gibt Peter van den Bossche den Handel mit Bananen. So sei eine Maßnahme, die diesen Handel beeinträchtigt einmal unter dem GATT zu prüfen mit der Frage, inwieweit beeinträchtigt diese Maßnahme den Handel mit Bananen und einmal unter dem GATS, inwieweit das Angebot der Dienstleistung Großhandel mit Bananen beeinträchtigt.

#### Annex 1 C
Annex 1 C enthält  das Übereinkommen über handelsbezogene Aspekte der Rechte des geistigen Eigentums (TRIPS), das sich mit geistigem Eigentum beschäftigt. Das TRIPS ist damit ein Abkommen, was sich nicht mit Handel im engeren Sinne beschäftigt. Wichtig ist das Abkommen für den Handel aber dennoch, denn der Wert einer Dienstleistung oder einer Ware ist bei den Fragen wie dem Design oder den zugrundeliegenden Erfindungen bestimmt. Der Gedanke der Mitglieder war daher, dass, sofern es keinen Schutz für diese Ideen gibt, auch nachfolgend der Handel mit den daraus entstehenden Produkten beeinträchtigt wird. Das Abkommen stellt daher einen Schutz für gewisse Fragen des geistigen Eigentums dar. Darüber hinaus verpflichtet es auch die Staaten Möglichkeiten zu schaffen, diese Rechte auch durchsetzen zu können. Das beinhaltet neben zivilrechtlichen Maßnahmen auch Schadensersatz und Strafvorschriften.
Das Abkommen erwähnt und inkorporiert einige Artikel andere internationaler Abkommen, wie der Pariser Konvention von 1967, der Berner Übereinkunft von 1971, der Übereinkunft von Rom aus dem Jahr 1961 und des Vertrags von Washington aus dem Jahr 1989. Die übernommenen Artikel werden damit, unabhängig ob die Mitglieder auch diese Abkommen unterzeichnet haben, für alle Mitglieder der WTO bindend.

#### Annex 2
Der zweite Annex zum Marrakesch-Abkommen enthält die Regeln über die Beilegung von Streitigkeiten. Es wird auch als das wichtigste Abkommen, beziehungsweise die größte Errungenschaft der Uruguay-Runde bezeichnet. Die Regelungen zur Streitbeilegung gelten für alle Streitigkeiten zwischen WTO-Mitgliedern über WTO-Recht. Im Gegensatz zu dem alten System unter dem Zoll- und Handelsabkommen ist die Streitbeilegung verpflichtend und bindend für die Mitglieder. Ebenso sind die Urteile der Gerichtsinstitutionen nicht wie im alten System durch die Stimme eines Mitglieds ablehnbar und andere Mitglieder können mithilfe von Gegenmaßnahmen die Einhaltung erzwingen.

#### Annex 3
Der dritte Annex enthält das Abkommen Trade Policy Review Mechanism. Viele Abkommen der Welthandelsorganisation verpflichten die Staaten über Maßnahmen zu berichten. Der Trade Policy Review Mechanism stellt darüber Regeln auf, die es der WTO ermöglichen regelmäßig die Handelspolitik und Regularien der Staaten zu überprüfen.

#### Annex 4
Der vierte Annex enthält die sogenannten Plurilateral Trade Agreements. Die in diesem Annex enthaltenen Abkommen sind nur für die Staaten bindend, die auch das Abkommen gesondert ratifiziert haben. Das erste Abkommen ist das Übereinkommen über den Handel mit Zivilluftfahrzeugen. Es wurde bereits 1979 während der Tokio-Runde ausgehandelt. Während der Uruguay-Runde versuchte man ein neues Abkommen zu verhandeln, scheiterte jedoch damit. Das Abkommen ist insbesondere für die USA und die Europäische Union aufgrund von Airbus und Boeing von Bedeutung, da es zahlreiche Beschränkungen des Handels mit Flugzeugen verbietet. Streitigkeiten unter diesem Abkommen können nicht im Rahmen der WTO-Institutionen beigelegt werden.
Das zweite Abkommen iost das Übereinkommen über das öffentliche Beschaffungswesen. Das Abkommen wurde bereits vor Inkrafttreten des Marrakesch-Abkommens verhandelt, jedoch 2014 überarbeitet. Es enthält insbesondere Ausnahmen von den Pflichten der Gleichbehandlung des GATT und des GATS. Staaten dürfen demnach beim öffentlichen Beschaffungsweisen die Waren und Dienstleistungen anderer Staaten diskriminieren. Jedoch verbleiben zahlreiche Anforderungen an die Vergabe von Aufträgen. Streitigkeiten aufgrund dieses Abkommens können vor die Institutionen der WTO gebracht werden.

#### Beitrittsabkommen
Seit Bestehen der Welthandelsorganisation sind 36 Staaten beigetreten (Stand Januar 2024). Jedes dieser Staaten unterzeichnete hierfür ein sogenanntes Protocol of Accession. Diese Abkommen gelten als Teil des Marrakesch-Abkommen. Was jedoch ihren genauen rechtlichen Status angeht, gibt es Streitigkeiten. Insbesondere wurden diese Streitigkeiten im Fall China - Rare Earths 2014 wichtig, denn China argumentierte, dass aufgrund des Status des Beitrittsabkommens als Teil des Marrakesch-Abkommens, auch alle Artikel der Abkommen, wie beispielsweise die Rechtfertigungsgründe im Zoll- und Handelsabkommen, anwendbar seien. Der Appellate Body urteilte, dass die Abkommen zwar rechtlich Teil des Marrakesch-Abkommens seien, daraus jedoch noch nicht geschlossen werden kann, dass für die Verpflichtungen aus dem Beitrittsabkommen auch jede Norm der anderen Abkommen anwendbar sei.

#### Entscheidungen der Minister in Marrakesch
In Marrakesch 1994 beschlossen die Staaten nicht nur das Marrakesch-Abkommen. Neben diesem Abkommen wurden auch 27 Deklarationen und Entscheidungen beschlossen, die zusammen die Schlussakte der Uruguay-Runde bilden. Diese Entscheidungen und Deklarationen generieren keinerlei Rechte und Pflichten für die Mitglieder, sind also nicht einklagbar.

### Berichte eines Panels oder des Appellate Body
Sofern zwei Staaten sich über das Welthandelsrecht streiten, können sie ein Panel zur Streitschlichtung anrufen und wenn eine der Parteien mit dessen Bericht nicht einverstanden ist auch den Appellate Body anrufen. Dieser erlässt dann auch einen Bericht. Diese Berichte, und auch die Berichte von Panels des GATT 1947 sind im Prinzip nur zwischen den Parteien binden. Der Appellate Body stellte jedoch bereits 1996 klar, dass Berichte, die von den Staaten nicht abgelehnt wurden „berechtigte Erwartungen“ erzeugen würden und daher auch von späteren Panels und dem Appellate Body berücksichtigt werden müssen. Diese Methodik wurde vom Internationalen Gerichtshof übernommen. Artikel 59 von dessen Statut besagt auch, dass die Entscheidungen nur bindend sind zwischen den Parteien, jedoch rekurriert der Gerichtshof häufig auf frühere Entscheidungen, was auch der Appellate Body zur Kenntnis nahm. Im Jahr 2004 urteilte das Gericht der WTO dann auch, dass von Panels erwartet werden kann der Rechtsprechung des Appellate Body zu berücksichtigen, wenn die Rechtsfragen die gleichen sind.
Im Jahr 2008 kam es dann dazu, dass ein Panel von der Rechtsprechung des Appellate Body zu Zeroing abwich, da es fundamental nicht mit den angenommenen Berichten übereinstimmte. Der Appellate Body stellte klar, dass seine Berichte zwar nicht bindend seien, Panels aber auch nicht frei die Interpretationen und ratio decidendi zu missachten. Das Gericht begründete das unter anderem damit, dass die Mitglieder selbst in ihren Schriftsätzen die Berichte zitieren und die Berichte von den Mitgliedern angenommen wurden. Damit sei die Bedeutung der Berichte über den Einzelfall hinaus gewachsen und hätte allgemeine Bedeutung. Eine Abweichung sei nur bei zwingenden Gründen überhaupt möglich. Rechtssicherheit wird nach Ansicht des Gerichtes nur dann gewährleistet, wenn die Interpretationen kohärent und gleichbleibend seien.
Dies führte dazu, dass spätere Panels zwar Bedenken bezüglich der Entscheidungen anmerkten, jedoch trotzdem den Entscheidungen des Appellate Body folgten. Was hingen zwingende Gründe seien sollen, hat das oberste Gericht noch nicht festgestellt. Einige Panels beschrieben zumindest, dass es einen hohen Maßstab geben müsste. Der Umstand, dass der Appellate Body die Bedeutung des früheren Fallrechts zementiert hat, ist einer der Gründe, die die USA seit der Präsidentschaft von Barack Obama nutzen, um die Ernennung von neuen Richtern an den Appellate Body zu verhindern.

### Entscheidungen von Organen der WTO
Teil des Welthandelsrechts können auch Entscheidungen einiger WTO-Organe sein. Artikel IX:2 des Marrakesch-Abkommens regelt, dass die Mitglieder autoritative Interpretationen erlassen können. Artikel IX:3 erlaubt Ausnahmen von Pflichten zu erlassen. Neben diesen beiden Maßnahmen werden aber auch andere Handlungen von Gremien zum Recht der WTO. Der Appellate Body führte dazu aus, dass eine Entscheidung der Mitglieder ein nachfolgendes Abkommen i. S. d. Art. 31(3)(a) der Wiener Übereinkommen sein kann und damit von den WTO-Gerichten zu berücksichtigen wäre. Dies entschied das Gericht nicht nur für die Entscheidungen der Welthandelsrunden, sogar auch für die von Komitees.

### Völkergewohnheitsrecht und Allgemeine Rechtsgrundsätze
Artikel 3.2. des Dispute Settlement Understanding normiert, dass das Völkergewohnheitsrecht über die Interpretation von Verträgen in der WTO-Rechtsordnung direkt anwendbar ist. Für anderes Völkergewohnheitsrecht ist dies nicht geklärt. Ein Panel erklärte 2000, dass die WTO-Abkommen nicht eine Abweichung darstellen würden. Zwar ist auch jedes Mitglied der WTO als Mitglied der Staatengemeinschaft an das Völkergewohnheitsrecht gebunden. Ob dies aber dazu führt, dass dieses Gewohnheitsrecht Rechtfertigungsgründe oder Pflichten im Recht der WTO begründet, ist ungewiss.
Jedoch haben die Gerichte einige Regeln angewendet, so Gewohnheitsrecht zur Streitbeilegung, Repräsentation, Beweislast, Behandlung von Kommunalrecht, Gegenmaßnahmen und Zurechnung. Auch entschieden die Gerichte, dass das Gewohnheitsrecht der Kompensation von Schäden nicht anwendbar sei, da die WTO-Abkommen legi speciali darstellen würden.
Die Gerichte der Welthandelsorganisation haben in zahlreichen Urteilen auch allgemeine Rechtsgrundsätze als Teil des internationalen Rechts angewandt. So nutze der Appellate Body in US - Shrimp den Grundsatz von Treu und Glauben, um seine Entscheidung zu begründen. Auch die Prinzipien des fairen Verfahrens, der Verhältnismäßigkeit, des Verbotes der Rückwirkung, in dubio mitius, ejusdem generis fanden ihre Berücksichtigung in den Berichten.

### Andere internationale Verträge
Eine Quelle für das Welthandelsrecht ist das Völkervertragsrecht auf jeden Fall, wenn es durch ein Abkommen inkorporiert wird oder referenziert wird. Dies ist neben dem TRIPS auch beim SCM Agreement der Fall, das auf ein Übereinkommen der OECD verweist. Ob darüber hinaus und wieweit internationale Verträge Bedeutung entfalten, ist umstritten. Insbesondere kommt diese Frage bei Umweltschutzabkommen und bei den Abkommen der internationalen Arbeitsorganisation zu Mindeststandards auf. Der Appellate Body hat in US - Shrimp einige Umweltschutzabkommen und das UNCLOS genutzt, um die Rechtfertigungsgründe des GATT zu interpretieren. Dies geschah unter Artikel 31 des Wiener Übereinkommens.
Ob aber diese Abkommen auch Rechte und Pflichten im Streitbeilegungsverfahren der WTO begründen, ist nicht klar. Joost Pauwelyn beschrieb, dass Staaten keinen Streit vor ein Panel bringen können aufgrund von Rechten oder Pflichten, die nicht in einem Abkommen der WTO begründet sind. Jedoch sei es möglich, wenn beide Staaten auch das andere Abkommen unterzeichnet haben eine Verletzung von WTO-Recht aufgrund dieses Abkommens zu rechtfertigen. Andere Wissenschaftler lehnen dies vehement ab. Der Appellate Body urteilte 2006 nur, dass die WTO-Institutionen keine Zuständigkeit für Streitigkeiten über Abkommen hätten, die nicht unter das Marrakesch-Abkommen fallen würden.
2015 erhob Guatemala in einem Streit mit Peru die Verteidigung, dass der Verstoß gegen das GATT und das Landwirtschaftsabkommen gerechtfertigt seien, da beide Staaten ein Abkommen geschlossen hätten. Dies sei eine mögliche Abweichung nach Art. 41 des Wiener Übereinkommens. Der Appellate Body lehnte das ab. Die Abkommen der WTO kennen spezifische Möglichkeiten der Abweichung und daher kann auf diese generelle Möglichkeit der bilateralen Abweichung gemäß Artikel 41 nicht mehr zurückgegriffen werden. Freihandelsabkommen sind nur nach spezifischen Regeln, beispielsweise Artikel XXIV des GATT und Artikel V des GATS möglich. Erfüllen die Abkommen diese Voraussetzungen, modifizieren sie die Rechte und Pflichten der Staaten und werden damit Teil des Welthandelsrechts.

### Spätere Übung, Verhandlungsmaterialien und Schriften der Rechtsgelehrten
Artikel 31 und 32 des Wiener Übereinkommens kennen noch die Möglichkeit der späteren Übung und der Aushandlungsgeschichte als Bestandteil der Regeln. Für die spätere Übung stellte der Appellate Body hohe Maßstäbe auf. Eine einzige Handlung sei nicht ausreichend, vielmehr müsste ein kohärentes und konsistentes Aufeinanderfolgen von Abweichungen vom Abkommen erkennbar sein. Jedoch sei dies vermutlich nicht durch einen Staat oder wenige Staaten erreichbar, denn die Annahme einer solchen Übung würde auch alle anderen Staaten binden.
Es gibt keine zusammengestellten Verhandlungsmaterialien im Rahmen der Uruguay-Runde. Daher wurde den einzelnen Vorschlägen der Staaten in den Verhandlungen oder den Memoiren einzelner Verhandlungsführer, die auch oft gegenläufig sind, wenig Gewicht zugemessen in der Bestimmung von Interpretationen und Anwendungen. Hingegen die Verhandlungsgeschichte des GATT 1947 und der Havana Charter von 1948 werden für die Interpretation des GATT regelmäßig herangezogen.
Artikel 38.1. des Statutes des Internationalen Gerichtshof erkennt die Schriften von herausragenden Rechtsgelehrten als Auslegungshilfe für das internationale Recht an. Auch die Gerichte in der Welthandelsorganisation zitieren gelegentlich solche Schriften, zumeist als zusätzliche Argumente für ihre Ansichten.